# Valéria Novodvorskaïa
Valéria Ilinitchna Novodvorskaïa (en russe : Вале́рия Ильи́нична Новодво́рская, née le 17 mai 1950, Baranavitchy en Biélorussie, URSS et morte le 12 juillet 2014 à Moscou, Russie) est une femme politique libérale russe, dissidente soviétique, fondatrice et présidente du parti Union démocratique, et membre du comité de rédaction de The New Times.

## Biographie
Novodvorskaïa est dissidente soviétique depuis sa jeunesse, et fut emprisonnée par les autorités soviétiques en 1969 pour avoir distribué des tracts s'opposant à l'invasion soviétique en Tchécoslovaquie. À cette période, Novodvorskaïa n'est âgée que de 19 ans. Elle est appréhendée puis enfermée dans un hôpital psychiatrique soviétique où elle sera diagnostiquée de schizophrénie torpide, comme les autres dissidents soviétiques. Au début des années 1990, les psychiatres de l'Association indépendante des psychiatres de Russie prouvent qu'elle n'est atteinte d'aucune maladie mentale,. Elle décrit d'ailleurs son expérience de la psychiatrie punitive en URSS (psikhouchka) dans son ouvrage Beyond Despair.
Novodvorskaïa s'identifiait elle-même comme une militante démocrate-libérale. Elle se considérait souvent comme intégrée dans la tradition armée blanche russe. Elle a toujours été ouvertement critiquée par le gouvernement russe,,. En mars 2010, elle signe la pétition « Poutine doit partir ».

### Décès et funérailles
Le 12 juillet 2014 Valéria Novodvorskaïa est morte du syndrome de choc toxique découlant d'un phlegmon au pied gauche.
Le 16 juillet des milliers de gens sont venus pour dire adieu à Valeria Novodvorskaïa au Centre de Sakharov à Moscou. Plusieurs personnalités publiques ont prononcé des discours : Iouri Ryjov, Boris Nemtsov, Marietta Tchoudakova, Ievguenia Albats, Alexeï Venediktov et d'autres. À la demande du public le télégramme de Vladimir Poutine n'a pas été lu. La cérémonie était accompagnée des chants Les héros ne meurent pas et La Russie sera libre. Les cendres de Valéria Novodvorskaïa ont été enterrées au cimetière Donskoï.